# Élections législatives guinéennes de 2002
Des élections législatives ont eu lieu en république de Guinée le 30 juin 2002, après plusieurs reports, plus de deux ans après leur tenue initialement prévue. Le résultat a été une victoire du Parti Unité et Progrès du président Lansana Conté, qui a remporté 85 des 114 sièges.
Les partis d'opposition, dont le Rassemblement du peuple guinéen (RPG) et l'Union des forces républicaines, ont choisi de boycotter les élections, estimant qu'elles seraient une farce.

## Résultats
Le PUP a remporté les 38 sièges de circonscription uninominale et 47 sièges à la représentation proportionnelle . Outre les 85 sièges remportés par le PUP, le Parti démocratique de Guinée (PDG) et l'Alliance nationale pour le progrès (ANP), qui soutenait également le président Conté, ont remporté quelques sièges (trois pour le PDG, un pour l'ANP). L'Union pour le progrès de la Guinée (UPG), formation d'opposition, a contesté les résultats et refusé d'occuper les trois sièges qu'elle a remportés.
| Partis                                                | Proportionnelle | Proportionnelle | Proportionnelle | Circonscriptions | Circonscriptions | Circonscriptions | Total sièges |
| Partis                                                | Votes           | %               | Sièges          | Votes            | %                | Sièges           | Total sièges |
| ----------------------------------------------------- | --------------- | --------------- | --------------- | ---------------- | ---------------- | ---------------- | ------------ |
| Parti de l'unité et du progrès                        | 1 947 318       | 61.57           | 47              |                  |                  | 38               | 85           |
| Union pour le progrès et le renouveau                 | 842 270         | 26.63           | 20              |                  |                  | 0                | 20           |
| Union pour le progrès de la Guinée                    | 130 065         | 4.11            | 3               |                  |                  | 0                | 3            |
| Parti démocratique de Guinée                          | 107 666         | 3,40            | 3               |                  |                  | 0                | 3            |
| Alliance nationale pour le progrès                    | 62 780          | 1,98            | 2               |                  |                  | 0                | 2            |
| Parti union pour le développement                     | 20 823          | 0,66            | 1               |                  |                  | 0                | 1            |
| Parti populaire de Guinée                             | 19 297          | 0,61            | 0               |                  |                  | 0                | 0            |
| Union pour la démocratie et la solidarité             | 16 342          | 0,52            | 0               |                  |                  | 0                | 0            |
| Parti écologiste de Guinée                            | 16 294          | 0,52            | 0               |                  |                  | 0                | 0            |
| Total                                                 | 1 887 902       | 100             | 76              | 1 886 403        | 100              | 38               | 114          |
|                                                       |                 |                 |                 |                  |                  |                  |              |
| Votes valides                                         | 3 162 855       | 99,06           |                 |                  |                  |                  |              |
| Votes invalides/blancs                                | 30 015          | 0,94            |                 |                  |                  |                  |              |
| Total des votes                                       | 3 192 870       | 100,00          |                 |                  |                  |                  |              |
| Electeurs inscrits/participation                      | 4 458 831       | 71,61           |                 |                  |                  |                  |              |
| Sources: Base de données sur les élections africaines |                 |                 |                 |                  |                  |                  |              |